# Alpförgätmigej
Alpförgätmigej är en art i familjen strävbladiga växter. Det är en 10–15 cm hög och flerårig ört. Blommorna är runt 9 mm breda och ljust till intensivt blå.

## Utbredning
Arten förekommer i bergsområden av Europa, Asien och Nordamerika. Den föredrar blötta ängar och steniga marker som ligger mellan 1300 och 3000 meter över havet. Alpförgätmigej växer på marker med silikat eller kalksten.